# Loretto, Kentucky
Loretto är en stad (city) i Marion County i delstaten Kentucky, USA. 2010 hade staden 713 invånare.